# Jerzy Wichman
Jerzy Wichman (ur. 10 marca 1945) – polski bokser, dwukrotny mistrz Polski.

## Życiorys
Zdobył mistrzostwo  Polski w wadze muszej (do 51 kg) w 1968 i 1969 (oba razy wygrał w finale z Hubertem Skrzypczakiem). Dwa razy był brązowym medalistą w wadze koguciej (do 54 kg): w 1966 i 1970. Zdobył drużynowe mistrzostwo Polski z Gwardią Warszawa w 1972 i 1974.
W 1968 wystąpił w reprezentacji Polski w meczu z RFN, wygrywając walkę w wadze muszej.
Zwyciężył w Turnieju Przedolimpijskim Polskiego Związku Bokserskiego i Trybuny Ludu w 1966 w wadze koguciej. W 1968 zajął 3. miejsce  w wadze muszej na Spartakiadzie Gwardyjskiej w Erywaniu.